# Компресійний двигун

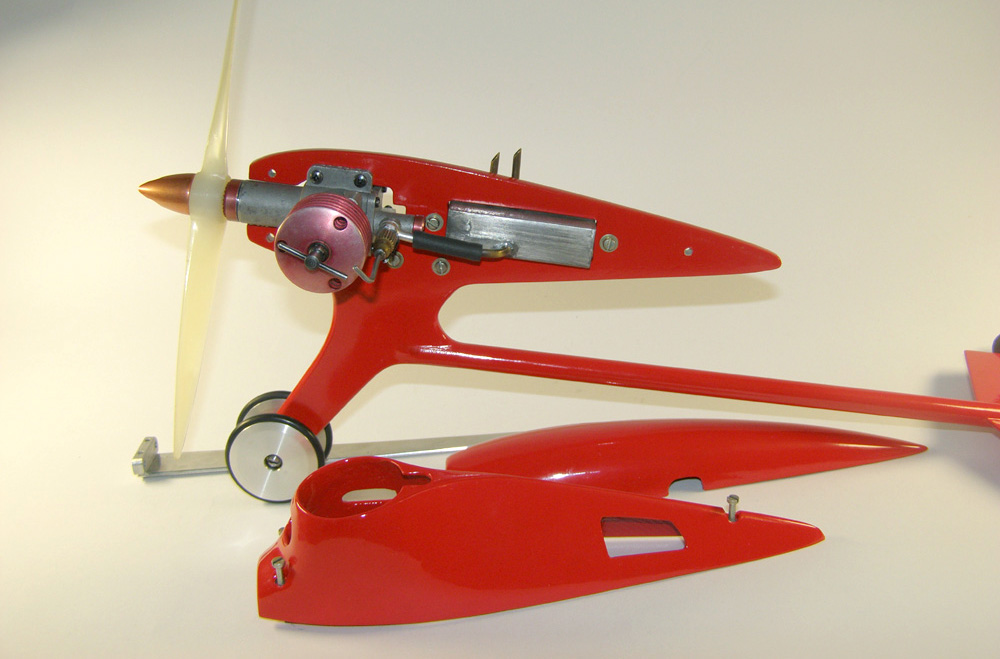
Компресійний двигун МК-17 об'ємом 1,5 см³, встановлений на кордову модель аеромобіля

Компресі́йний двигу́н — тип поршневого двотакто́вого карбюраторного двигуна внутрішнього згоряння, в якому запалювання паливо-повітряної суміші спричинене великою температурою від її стиснення (компресії).

## Принцип дії та конструкція
Компресійні карбюраторні двигуни часто називають дизельними, хоча вони  мають дещо відмінний принцип роботи  та конструкцію.  Тому назва «дизельний», щодо таких двигунів, є умовною. 
Компресійні двигуни працюють по циклу Отто.
У компресійних карбюраторних двигунах при такті стиснення, в циліндрі стискається паливо-повітряна суміш, приготована в карбюраторі.
Момент детонації та склад палива підібрані таким чином, щоб забезпечувалося плавне згоряння паливоповітряного заряду з максимальною ефективністю. Пальним  компресійних двигунів для моделей, є суміш діетилового (медичного) етеру, гасу (освітлювальний гас), рицинової (касторової) олії та мінеральної машинної оливи. Саме ефір є основним запалювальним компонентом палива.

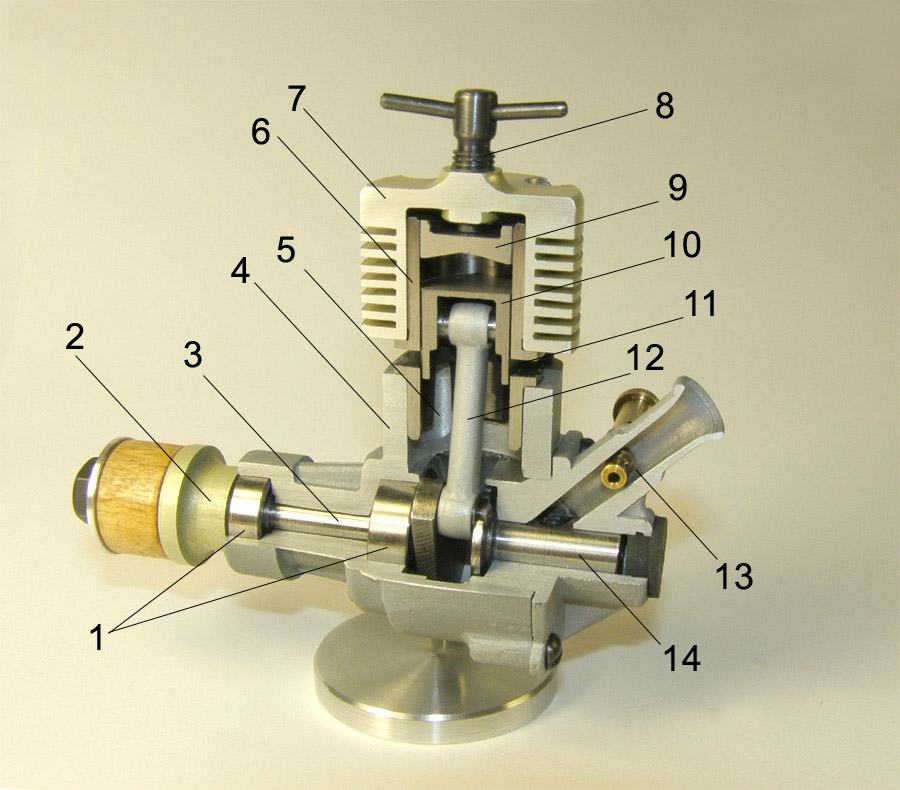
Конструкція компресійного двигуна для моделей: 1 — вальниця кочення; 2 — опорна шайба пропелера; 3 — колінчастий вал; 4 — картер (корпус двигуна); 5 — перепускний канал; 6 — гільза циліндра; 7 — радіатор циліндра; 8 — гвинт контрпоршня; 9 — контрпоршень; 10 — поршень; 11 — випускне вікно; 12 — шатун; 13 — карбюратор (постійних обертів, не керований); 14 — розподільчий вал/золотник

Ступінь стиснення регулюється контрпоршнем — рухомим поршнем, що змінює об'єм камери згоряння. Оберти та  потужність компресійного  двигуна регулюються взаємозалежно гвинтом ступеня стиснення та голкою карбюратора.
В циліндрі дизельних двигунів відбувається стиснення не паливо-повітряної суміші, а чистого повітря, і лише потім в кінці такту стиснення, паливний насос високого тиску впорскує дизельне паливо за допомогою форсунки в циліндр, де воно запалюється від нагрітого до високої температури повітря і згоряє в  міру впорскування.

## Застосування
Основне застосування такі двигуни знайшли в технічному моделюванні, їх встановлювали на авіамоделі моделі автомобілів, глісерів та інш.
У масовому виробництві компресійні двигуни з'явились в 1950-х роках у Німеччині, США, Англії. Вони мали невеликий робочий об'єм, в межах 1,5−4 см³. Найбільш розповсюдженими стали класи 1,5 та 2,5 см³. Сьогодні компресійні двигуни втратили свою актуальність, і використовуються лише в деяких класах моделей та окремими аматорами. Вони практично витіснені моторами із свічкою розжарювання та електричними.

## Виробництво
У 1949-1954 роках німецька фірма Lohmann виробляла оригінальний компресійний двигун для велосипедів з робочим об'ємом 18 куб. см. і потужністю 0,8 к. с. Двигун працював на гасі або дизельному паливі, був дуже економічним , монтувався під педальною кареткою велосипеда мав фрикційний привід на заднє колесо велосипеда.

### Виробництво в Україні
З 1962 року до 1980-х років, на київському заводі ДОСААФ виробляли популярні компресійні двигуни для авіамоделей такі як «Ритм» об'ємом 2,5 см³, «Вєтєрок» об'ємом 1,5 см³; на інших підприємствах УРСР двигуни «Харьков—2,5», «Сокол—2,5», «ЕВРІКА—2,5».
Станом на 2021 рік, у Харкові є невеликі приватні фірми, що серійно виготовляють висококласні компресійні двигуни для спортивного моделізму. У класі авіамоделей F2D попитом в Україні та світі користуються двигуни ФОРА та ПРОФІ.